# Emma Frühling
Maria Auguste Emma Frühling, verheiratete Hoffmann, verheiratete Schulhof oder Schulhof-Frühling (* 28. Januar 1867 in Hamburg; † 29. Mai 1936 in Bremen) war eine deutsche Theaterschauspielerin.

## Leben
Emma Frühling wurde in eine Kaufmannsfamilie geboren. In jungen Jahren war sie zunächst als Chor- und Nebendarstellerin am Berliner Wallner-Theater engagiert. In Hannover hatte sie danach Erfolg in der Titelrolle der Posse „Der Tanzteufel“. Sie wechselte an das Berliner Adolf Ernst-Theater und debütierte dort 1893 in der Rolle der Irma in „Die Goldlotte“. Ihren vierjährigen Vertrag brach sie nach zwei Jahren ab und nahm danach kein festes Engagement mehr an. Es folgten Gastspiele und private Vorstellungen auf zahlreichen deutschen Bühnen. Gefeiert wurde sie u. a. in „Komtesse Guckerl“, „Dame von Maxime“, als Wladima in „Fatinitzka“, als Wirtin im „weißen Rössel“ oder als Gertrude in „Rosenmontag“.
1893 heiratete Frühling den Theaterschauspieler und -intendanten Ludwig Hoffmann. Nach dem Tod ihres Mannes ging sie eine weitere Ehe ein. Emma Schulhof-Frühling starb 1936 im Alter von 69 Jahren in Bremen.